# Chrome Division
Chrome Division est un groupe de heavy metal norvégien, originaire d'Oslo. Le groupe est formé en 2004 par Shagrath (alors membre des groupes Dimmu Borgir, Ov Hell, ex-Old Funeral, ex-Fimbulwinter, et ex-Ragnarok) sur la guitare rythmique, Eddie Guz au chant, Ricky Black à la guitare, Björn Luna à la basse et Tony White à la batterie. Le groupe s'inspire beaucoup du groupe de heavy metal Motörhead, d'ailleurs les couvertures des trois albums du groupe rappellent beaucoup la couverture de l'album Bastards. Dans l'histoire du groupe, le chanteur fondateur du groupe Eddie Guz et le batteur Lex Icon quittent le groupe et furent remplacés respectivement par Shady Blue au chant et Tony White à la batterie.

## Biographie
L'idée de former un groupe vient de Shagrath et Stian Arnesen, anciens membres de Dimmu Borgir, en 1999. Le groupe se compose des deux membres orientés dans le jamming. Avec Shagrath à la guitare et Arnesen (ou Lex Icon) à la batterie, ils enregistrent quelques chansons, mais ne peuvent aller plus loin car étant occupés avec leurs projets parallèles. Shagrath expliquera plus tard que Dimmu Borgir passait toujours en priorité.
C'est à partir de 2004 que le groupe se consolide. Shagrath et Lex Icon se revoient ; à cette période, Lex Icon a quitté Dimmu Borgir et a fondé The Kovenant. Shagrath, lui, pouvait se consacrer à autre chose pendant la pause musicale de Dimmu Borgir après l'Ozzfest. Shagrath entre en contact avec le bassiste Björn Luna (d'Ashes to Ashes) et l'invite à les rejoindre. Le trio forme ce que deviendra Chrome Project. Luna contacte ensuite Eddie Guz (de The Carburetors) qui les rejoint en tant que chanteur, Jarle Bernhoft de Span ayant décliné leur invitation. Ricky Black, souvent en contact avec un groupe de blues, est le dernier à les rejoindre, endossant le rôle de guitariste. Peu après, Lex Icon est remplacé par Tony White de Minis Tirith, car il manquait les répétitions, ce qui freinait le groupe. Shagrath n'a jamais considéré Chrome Division comme un projet parallèle, contrairement à ce qu'en dit la presse spécialisée. Björn Luna considère Chrome Division comme un « groupe propre » plutôt qu'un projet parallèle.
Cette formation entre au Panzer Studio d'Oslo pour enregistrer son premier album, Doomsday Rock 'n Roll, le 4 décembre 2005. L'album est produit par Björn Bergesen. Chrome Division annonce sa signature au label Nuclear Blast le 1er février 2006. C'est chez Nuclear Blast que le groupe publie Doomsday Rock N' Roll le 8 août 2006 en Amérique du Nord,, et atteint la 31e place des classements musicaux norvégiens. Il est généralement bien accueilli par la presse spécialisée, malgré quelques idées divergentes. Le 15 janvier 2008, Chrome Division annonce avoir terminé son deuxième album, qui a été enregistré entre les 7 et 14 janvier 2008 au Studio Fredmann. L'album, intitulé Booze, Broads and Beelzebub, est publié le 18 juillet 2008.
En 2011 sort leur nouvel album, 3rd Round Knockout. En 2012, le bassiste Björn « Burn » Luna et le guitariste Ricky Black quittent le groupe et sont remplacés par le bassiste Ogee et le guitariste « Damage » Karlsen, respectivement. À la fin de 2013, le groupe révèle les détails d'une suite à 3rd Round Knockout. Cette suite, intitulée Infernal Rock Eternal, est annoncée le 17 janvier 2014 chez Nuclear Blast. Il est enregistré au Dub Studio d'Oslo avec Endre Kirkesola. En février 2014, le groupe publie la vidéo de la chanson Lady of Perpetual Sorrow issue de leur quatrième album. Le 12 janvier 2015, le groupe annonce de nouvelle dates de leur tournée Infenal Rock Tour.

## Style musical
Shagrath cite que le groupe s'inspire de Black Label Society, Spiritual Beggars et AC/DC, et également de groupes dont le son est orienté rock 'n' roll et heavy metal des années 1980,. La presse spécialisée compare le style musical du groupe à celui de Motörhead, et Black Label Society, accompagné de l'attitude « fun » du groupe Turbonegro.

## Membres

### Membres actuels
- Tony White (Tony Kirkemo) – batterie (depuis 2004)
- Stian Tomt Thoresen (Shagrath) – guitare rythmique (depuis 2004)
- Shady Blue (Athera) – chant (depuis 2009)
- Kjell Aage Karlsen (Damage) – guitare solo (depuis 2012)
- Åge Trøite – basse (depuis 2012)

### Anciens membres
- Stian Hinderson (Lex Icon) – batterie (2004)
- Eddie Guz – chant (2004-2009)
- Björn Luna - basse (2004-2012)
- Ricky Black - guitare solo (2005-2012)
- Jarie Bernhoft - chant (2004)

## Vidéographie

### Clips
- 2006 : Serial Killer, tiré de Doomsday Rock 'n' Roll, dirigé par Patric Ullaeus
- 2011 : Ghost Riders in the Sky, tiré de 3rd Round Knockout, dirigé par Patric Ullaeus
- 2011 : Bulldogs Unleashed, tiré de 3rd Round Knockout, dirigé par Patric Ullaeus
- 2013 : Endless Nights, tiré de Infernal Rock Eternal, dirigé par Patric Ullaeus